# Yoyogi
 (novembre 2023).
Si vous disposez d'ouvrages ou d'articles de référence ou si vous connaissez des sites web de qualité traitant du thème abordé ici, merci de compléter l'article en donnant les références utiles à sa vérifiabilité et en les liant à la section « Notes et références ».
Yoyogi (代々木) est un quartier de l'arrondissement de Shibuya de Tōkyō, à quelques centaines de mètres de la station de Shinjuku.

## Lieux remarquables
Près de la gare de Yoyogi se trouve le sanctuaire de Meiji (Meiji-jingū), un temple shinto construit de 1912 à 1920, dans le style Nagare-zukuri. 
Le parc Yoyogi est un grand parc qui jouxte le Meiji-jingū et qui comprend le Gymnase olympique de Yoyogi, un stade construit par Kenzō Tange pour les Jeux olympiques d'été de 1964.
Le Yamano Hall est une salle de conférence depuis 1956.

## Transports

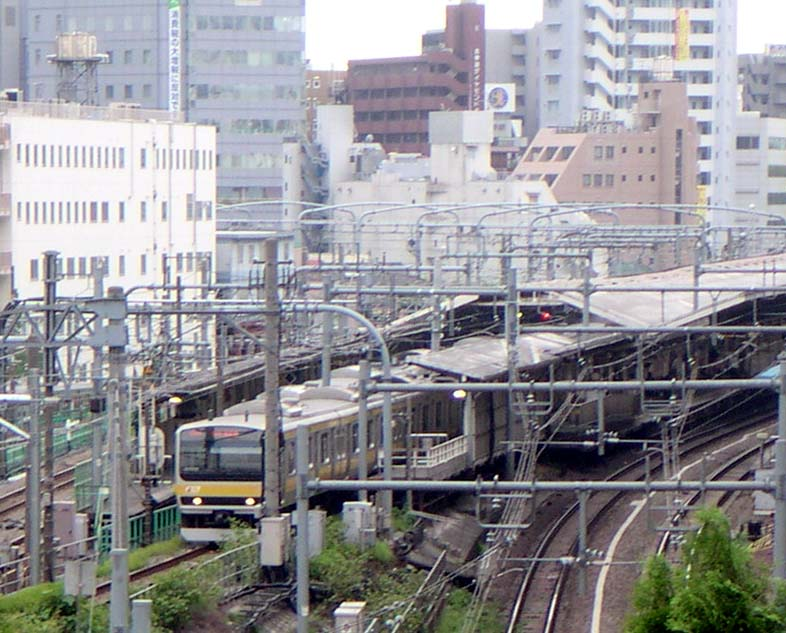
Gare de Yoyogi.

- JR East : Ligne Chuo-Sobu, Ligne Yamanote
- Métro, Réseau Toei : Toei Ōedo (E-26)